# Authon-du-Perche
Authon-du-Perche är en kommun i departementet Eure-et-Loir i regionen Centre-Val de Loire strax norr om centrala Frankrike. Kommunen ligger i kantonen Authon-du-Perche som tillhör arrondissementet Nogent-le-Rotrou. År 2018 hade Authon-du-Perche 1 186 invånare.

## Befolkningsutveckling
Antalet invånare i kommunen Authon-du-Perche
Referens:INSEE